# Aspidogryllus
Aspidogryllus is een geslacht van rechtvleugeligen uit de familie krekels (Gryllidae). De wetenschappelijke naam van dit geslacht is voor het eerst geldig gepubliceerd in 1933 door Lucien Chopard.

## Soorten
Het geslacht Aspidogryllus  is monotypisch en omvat slechts de volgende soort:
- Aspidogryllus singularis (Chopard, 1933)